# Contea di Placer
La contea di Placer, in inglese Placer County, è una contea dello Stato della California, negli Stati Uniti. La popolazione al censimento del 2000 era di 248 399 abitanti, ma a causa dell'espansione registrata nell'area metropolitana di Sacramento, la contea di Placer risulta essere una delle contee a più alta crescita demografica dello Stato. Infatti, nel 2020 il censimento indicava il numero a 404 739 abitanti. Il capoluogo di contea è Auburn.

## Geografia fisica
La contea si trova nel nord-est dello Stato, nella Gold Country al confine con il Nevada. L'U.S. Census Bureau certifica che l'estensione della contea è di 3892 km², di cui 3637 km² composti da terra e i rimanenti 255 km² composti di acqua. Si estende dalla valle del Sacramento e dai sobborghi di Sacramento a sud-ovest, per poi passare alla Sierra Nevada fino al Lago Tahoe a est. A sud si trova anche il lagoo Folsom, mentre il corso d'acqua principale è l'American.

### Contee confinanti
- Contea di Nevada - nord
- Contea di Washoe (Nevada) - est
- Carson City (Nevada) - est
- Contea di Douglas (Nevada) - sud-est
- Contea di El Dorado - sud
- Contea di Sacramento - sud-ovest
- Contea di Sutter - ovest
- Contea di Yuba - nord-ovest

## Storia
La contea fu costituita nel 1851 da parte del territorio delle contee di Sutter e di Yuba. Placer è una parola spagnola che sta a indicare il fondale dei fiumi dove si trova oro.

## Comuni
La contea ospita le seguenti cities:
- Auburn
- Colfax
- Lincoln
- Rocklin
- Roseville

E la town di Loomis.

### Census-designated places[8]
- Alta
- Carnelian Bay
- Cedar Flat
- Dollar Point
- Dutch Flat
- Foresthill
- Granite Bay
- Kings Beach
- Kingvale
- Meadow Vista
- Newcastle
- North Auburn
- Penryn
- Sheridan
- Sunnyside-Tahoe City
- Tahoe Vista
- Tahoma

## Infrastrutture e trasporti

### Principali strade ed autostrade
- Interstate 80
- California State Route 28
- California State Route 49
- California State Route 65
- California State Route 89
- California State Route 174
- California State Route 193